# Kanton Malesherbes
Kanton Malesherbes (francouzsky Canton de Malesherbes) je francouzský kanton v departementu Loiret v regionu Centre-Val de Loire. Tvoří ho 17 obcí.

## Obce kantonu
- Audeville
- Césarville-Dossainville
- Coudray
- Engenville
- Intville-la-Guétard
- Labrosse
- Mainvilliers
- Malesherbes
- Manchecourt
- Morville-en-Beauce
- Nangeville
- Orveau-Bellesauve
- Pannecières
- Ramoulu
- Rouvres-Saint-Jean
- Sermaises
- Thignonville